# Nagybánhegyes
Nagybánhegyes è un comune dell'Ungheria di 1 503 abitanti (dati 2001) . È situato nella contea di Békés.